# Надзева къща
Надзевата къща (на гръцки: Αρχοντικό Νατζή), известна в миналото като Кирянакиева къща (Σπίτι του Κυρ-Γιαννάκη) е възрожденска къща в град Костур, Гърция.

## Местоположение
Къщата е разположена в южната традиционна махала Долца (Долцо) на улица „Византио“ срещу Басаровата къща и до Емануиловата къща.

## История
Сградата е построена в 1753 година. Известно време е използвана като музей.
Сградата е обявеназа паметник на културата.

## Архитектура
Има разчупен план – основната фасада е към вътрешния двор, а затвореният чардак заема югозападния ъгъл. На приземния етаж има трем на три колони. Входът към първия етаж е по външно стълбище, затваряно с капандура.
Във вътрешнотта има богата стенописна украса – растителни мотиви, съчетани със сгради, дърворезби и изписани тавани. На втория етаж има и стенопис с изображение на Цариград, както и капандури с витражи.
Има запазена „авгати“, малко езерце за лодка на крайбрежните къщи.